# 仁木博文
仁木 博文（にき ひろぶみ、1966年5月23日 - ）は、日本の政治家、医師。自由民主党所属の衆議院議員（3期）。厚生労働副大臣。

## 経歴
1979年、阿南市立宝田小学校卒業、1982年、徳島大学教育学部附属中学校卒業、1985年、徳島市立高等学校理数科卒業、1991年、東京大学教養学部基礎科学科を卒業。同年徳島大学医学部に入学し、1997年に卒業。医師免許を取得し、高知市立市民病院、国立高知病院、宝塚市立病院に勤務する。
2003年の第43回衆議院議員総選挙、2005年の第44回衆議院議員総選挙に徳島3区から民主党公認で出馬したが、自由民主党の後藤田正純に敗れ落選。2009年の第45回衆議院議員総選挙にも民主党公認で立候補し、徳島3区では1,222票の僅差で後藤田に敗れるも、重複立候補していた比例四国ブロックで復活し、初当選した。
2011年8月26日、菅直人首相が民主党代表辞任を正式に表明。菅の辞任に伴う代表選挙（8月29日投開票）では前原誠司の推薦人に名を連ねた。
2012年の第46回衆議院議員総選挙に徳島3区から民主党公認で立候補したが、再び後藤田に敗れ落選した。
2013年6月28日、衆議院の区割り改定法が公布、施行され、徳島県の小選挙区数は「3」から「2」に減少。
民主党県連は旧徳島1区の仙谷由人と旧徳島3区の仁木のいずれかを新1区の候補者にすることで調整していたが、2014年11月15日、仙谷は仁木と二人きりで会い、仁木に出馬するよう直接促した。同年11月18日、仙谷が政界から引退する意向を固めたことが各メディアで報じられる。同年12月の第47回衆議院議員総選挙では、選挙区の統廃合によって生まれた徳島1区から民主党公認で立候補したが、同様に徳島1区へ移っての立候補となった後藤田に敗れ比例復活ならず落選。
2014年、徳島大学大学院より博士（医学）の学位を取得。
2017年の第48回衆議院議員総選挙に徳島1区から希望の党公認で立候補したが、後藤田に再び敗れ落選。
2019年4月の徳島県知事選挙に際し、自民党県連と公明党県本部は現職の飯泉嘉門に推薦を出したが、後藤田は元県議の岸本泰治を支持。そのためこの年の知事選は保守分裂選挙となり、党県連と後藤田の間に亀裂が入る。同年12月、仁木は次期衆院選に徳島1区から無所属で立候補する意向を示した。
2021年10月19日、第49回衆議院議員総選挙が公示。無所属の仁木、自民党の後藤田、日本維新の会の公認を受けた元丹波篠山市議会議員の吉田知代、無所属の新人の4人が立候補。自民党本部は「現職優先」の原則に従い後藤田に公認を出したが、党県連は自主投票にした。また、公明党は後藤田に推薦を出さなかった。10月25日、朝日新聞は情勢調査の結果を配信。徳島1区については「後藤田が優位に立ち、仁木は懸命に追う。吉田らは厳しい戦い」と報じた。10月28日発売の『週刊文春』11月4日号は終盤戦の情勢予測として「仁木やや優勢、後藤田やや劣勢、吉田劣勢」と報じた。10月31日、総選挙実施。仁木は、後藤田、吉田ら3候補を破り、2期目の当選を果たした（後藤田と吉田は比例復活で当選）。同年11月4日、総選挙で当選した他の無所属議員4人と共に衆議院会派「有志の会」を結成した。
2023年9月、後藤田の徳島県知事選挙立候補（当選）に伴う辞職により空席となっている自民党徳島1区支部長公募に応募し、自民党徳島県連は仁木を支部長候補として選定した。党本部に上申し同年10月に支部長に選定され、同月4日付で衆議院の院内会派を「自由民主党・無所属の会」に変更した。仁木は徳島市内で記者会見し「与党でなければできないことがある。苦渋の決断だった」と語った。同月26日、自民党麻生派に入会した。
2024年9月27日に行われた自民党総裁選挙において、同じ麻生派の河野太郎ではなく、上川陽子の推薦人に名を連ねた。
2024年10月27日の第50回衆議院議員総選挙では、立憲民主党の高橋永らを破り3選（高橋は比例復活）。同年11月13日に発足した第2次石破内閣において厚生労働副大臣に任命された。

## 政策・主張

### 憲法
- 憲法改正について、2017年、2021年、2024年のアンケートで「賛成」と回答[22][23][24]。
- 憲法9条への自衛隊の明記について、2021年のアンケートでは回答しなかった[25]。2024年のNHKのアンケートで「賛成」と回答[24]。
- 集団的自衛権の行使を禁じた政府の憲法解釈を見直すことについて、2012年の毎日新聞社のアンケートで「賛成」と回答[26]。
- 憲法を改正し緊急事態条項を設けることについて、2021年の毎日新聞社のアンケートで「反対」と回答[27]。2024年のNHKのアンケートで「賛成」と回答[24]。

### 外交・安全保障
- 安全保障関連法の成立について、2017年のアンケートで「評価しない」と回答[22]。
- 「他国からの攻撃が予想される場合には敵基地攻撃もためらうべきではない」との問題提起に対し、2021年のアンケートで回答しなかった[23]。
- 「北朝鮮に対しては対話よりも圧力を優先すべきだ」との問題提起に対し、2017年のアンケートで「どちらかと言えば賛成」と回答[22]。2021年のアンケートで回答しなかった[23]。
- 普天間基地の辺野古移設について、2021年のアンケートで回答しなかった[23]。
- 徴用工訴訟などの歴史問題をめぐる日韓の関係悪化についてどう考えるかとの問いに対し、2021年の毎日新聞社のアンケートで「より強い態度で臨む」と回答[27]。
- 日本の核武装について検討すべきでないとしている[26]。

### ジェンダー
- 選択的夫婦別姓制度の導入についての各メディアのアンケートの結果は以下のとおり。
  - 2017年 - 朝日新聞社には「どちらかといえば賛成」と回答[22]。
  - 2021年 - 朝日新聞社には回答しなかった[23]。
  - 2024年 - NHKには「賛成」と回答[24]。

- 同性婚を可能とする法改正についての各メディアのアンケートの結果は以下のとおり。
  - 2017年 - 朝日新聞社には「どちらかといえば賛成」と回答[22]。
  - 2021年 - NHKには「どちらかといえば賛成」と回答[25]。
  - 2024年 - NHKには回答しなかった[24]。

- 「LGBTなど性的少数者をめぐる理解増進法案を早期に成立させるべきか」との問題提起に対し、2021年の朝日新聞社のアンケートで回答しなかった[23]。
- クオータ制の導入について、2021年のNHKのアンケートで「どちらかといえば賛成」と回答[25]。2024年のNHKのアンケートで「賛成」と回答[24]。

### その他
- アベノミクスについて、2017年のアンケートで「評価しない」と回答[22]。
- 安倍内閣による森友学園問題・加計学園問題への対応について、2017年のアンケートで「評価しない」と回答[22]。
- 森友学園への国有地売却をめぐる公文書改竄問題で、2021年5月6日、国は「赤木ファイル」の存在を初めて認めた[28]。しかし5月13日、菅義偉首相はファイルの存在を踏まえた再調査を行わない考えを報道各社に書面で示した[29]。9月の自民党総裁選挙で総裁に選出された岸田文雄も10月11日、衆議院本会議の代表質問で再調査の実施を否定した[30]。国の対応をどう考えるかとの同年の毎日新聞社のアンケートに対し「さらに調査や説明をすべき」と回答[27]。
- 原子力規制委員会の新基準を満たした原発は再開すべきとしている[26]。
- 「『道徳』を小中学校の授業で教え、子供を評価することに賛成か、反対か」との問いに対し、2014年の毎日新聞社のアンケートで「反対」と回答[31]。
- 女性宮家の創設に反対[26]。
- 日本のTPP参加に反対[26]。

## 選挙歴
| 当落 | 選挙                   | 執行日         | 年齢 | 選挙区      | 政党       | 得票数    | 得票率 | 定数 | 得票順位 /候補者数 | 政党内比例順位 /政党当選者数 |
| ---- | ---------------------- | -------------- | ---- | ----------- | ---------- | --------- | ------ | ---- | ------------------ | ---------------------------- |
| 落   | 第43回衆議院議員総選挙 | 2003年11月09日 | 37   | 徳島県第3区 | 民主党     | 4万9411票 | 34.61% | 1    | 2/3                | /                            |
| 落   | 第44回衆議院議員総選挙 | 2005年09月11日 | 39   | 徳島県第3区 | 民主党     | 6万63票   | 38.84% | 1    | 2/3                | /                            |
| 比当 | 第45回衆議院議員総選挙 | 2009年08月30日 | 43   | 徳島県第3区 | 民主党     | 8万359票  | 49.04% | 1    | 2/3                | 3/3                          |
| 落   | 第46回衆議院議員総選挙 | 2012年12月16日 | 46   | 徳島県第3区 | 民主党     | 5万803票  | 38.90% | 1    | 2/4                | /                            |
| 落   | 第47回衆議院議員総選挙 | 2014年12月14日 | 48   | 徳島県第1区 | 民主党     | 6万9188票 | 39.06% | 1    | 2/3                | /                            |
| 落   | 第48回衆議院議員総選挙 | 2017年10月22日 | 51   | 徳島県第1区 | 希望の党   | 6万9442票 | 39.60% | 1    | 2/3                | /                            |
| 当   | 第49回衆議院議員総選挙 | 2021年10月31日 | 55   | 徳島県第1区 | 無所属     | 9万9474票 | 50.05% | 1    | 1/4                | /                            |
| 当   | 第50回衆議院議員総選挙 | 2024年10月27日 | 58   | 徳島県第1区 | 自由民主党 | 8万5386票 | 49.86% | 1    | 1/5                | /                            |

## 所属していた団体・議員連盟
- 適切な医療を実現する医師国会議員連盟　幹事（2011年 - ）